# Hôtel Gresham
L'hôtel Gresham est un intérieur aménagé en style Art nouveau par l'architecte Léon Govaerts pour abriter le siège de la Gresham Life Assurance Society Limited au sein de l'Hôtel des Brasseurs, un bâtiment de style néo-classique situé au numéro 3 de la place Royale à Bruxelles, en Belgique.

## Historique

### Historique du bâtiment
Le bâtiment extérieur, connu sous le nom d'Hôtel des Brasseurs, est un édifice néo-classique bâti par Barnabé Guimard en 1780, pour la corporation des brasseurs dans le cadre de l'aménagement de la place Royale décidé par les Autrichiens.
L'immeuble fut acquis en 1900 par la Gresham Life Assurance Society Limited qui fit aménager l'intérieur en style Art nouveau par l'architecte Léon Govaerts sur base d'une demande de permis de bâtir de 1900-1901.
En 1967, le bâtiment est acquis par l'État belge pour en faire une annexe des Musées royaux des Beaux-Arts de Belgique.
Il a subi une restauration entre 1999 et 2003 pour accueillir une entrée supplémentaire donnant sur la place Royale ainsi que le « Museum café ».
|  |

### Historique de la Gresham Life Assurance Society
La Gresham Life Assurance Society Limited est une compagnie anglaise d'assurances sur la vie fondée à Londres en 1848, dont les bureaux londoniens, édifiés par John Jenkins Cole, se situaient à Poultry, non loin de la Gresham Street au cœur de la Cité de Londres.
La compagnie fonda de nombreuses succursales au Royaume-Uni, en Europe et sur les autres continents.
La compagnie établit sa succursale belge à Bruxelles en 1855. En 1900, elle acquit l'immeuble de la place Royale et le fit réaménager en style Art nouveau entre 1900 et 1903 par Léon Govaerts.
De 1904 à 1906, la compagnie fit bâtir son quartier général pour l'étranger à Budapest en Hongrie, également en style Art nouveau : cet édifice existe toujours, sous le nom de Palais Gresham (ou Gresham-palota).

## Architecture

### Architecture extérieure

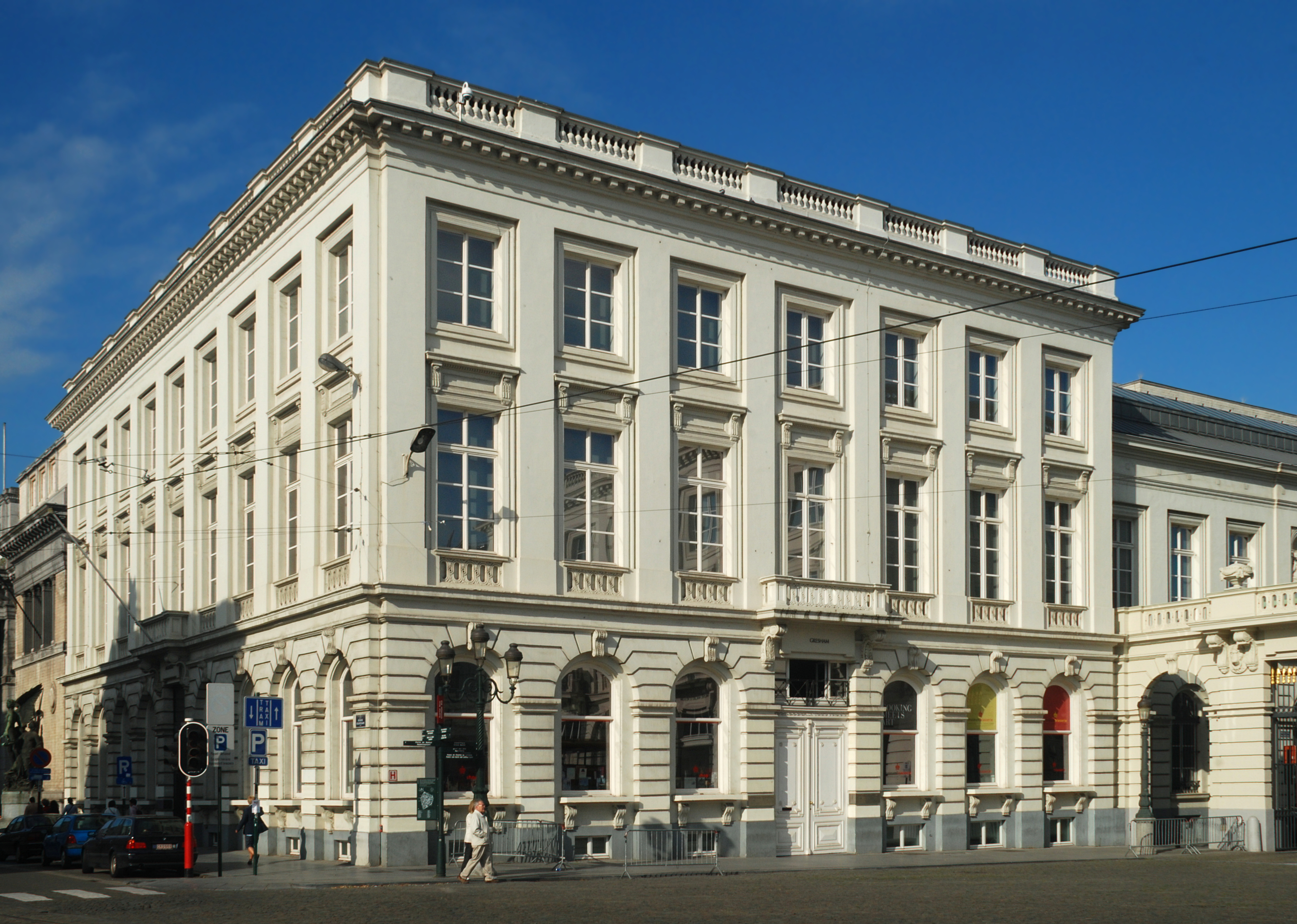
L'extérieur néo-classique.

L'extérieur, de style néo-classique, présente des façades enduites et peintes en blanc.
La façade orientée vers la place Royale compte sept travées, dont la travée centrale abrite la porte d'entrée.
Cette façade présente un rez-de-chaussée rythmé par une succession d'arcades cintrées séparées par une maçonnerie à bossages plats et à lignes de refend, sur un soubassement en pierre bleue. Autour de l'arc des arcades, les bossages adoptent un profil rayonnant, typique de l'architecture néo-classique.
Séparé du rez-de-chaussée par un puissant cordon de pierre, le premier étage présente une surface lisse et des fenêtres à allèges à balustres et à croisillons de bois. Les fenêtres du deuxième étage, plus petites, présentent des allèges prenant la forme d'un petit entablement supporté par des consoles droites.
La façade est couronnée par une balustrade.

### Architecture intérieure

#### Hall d'entrée

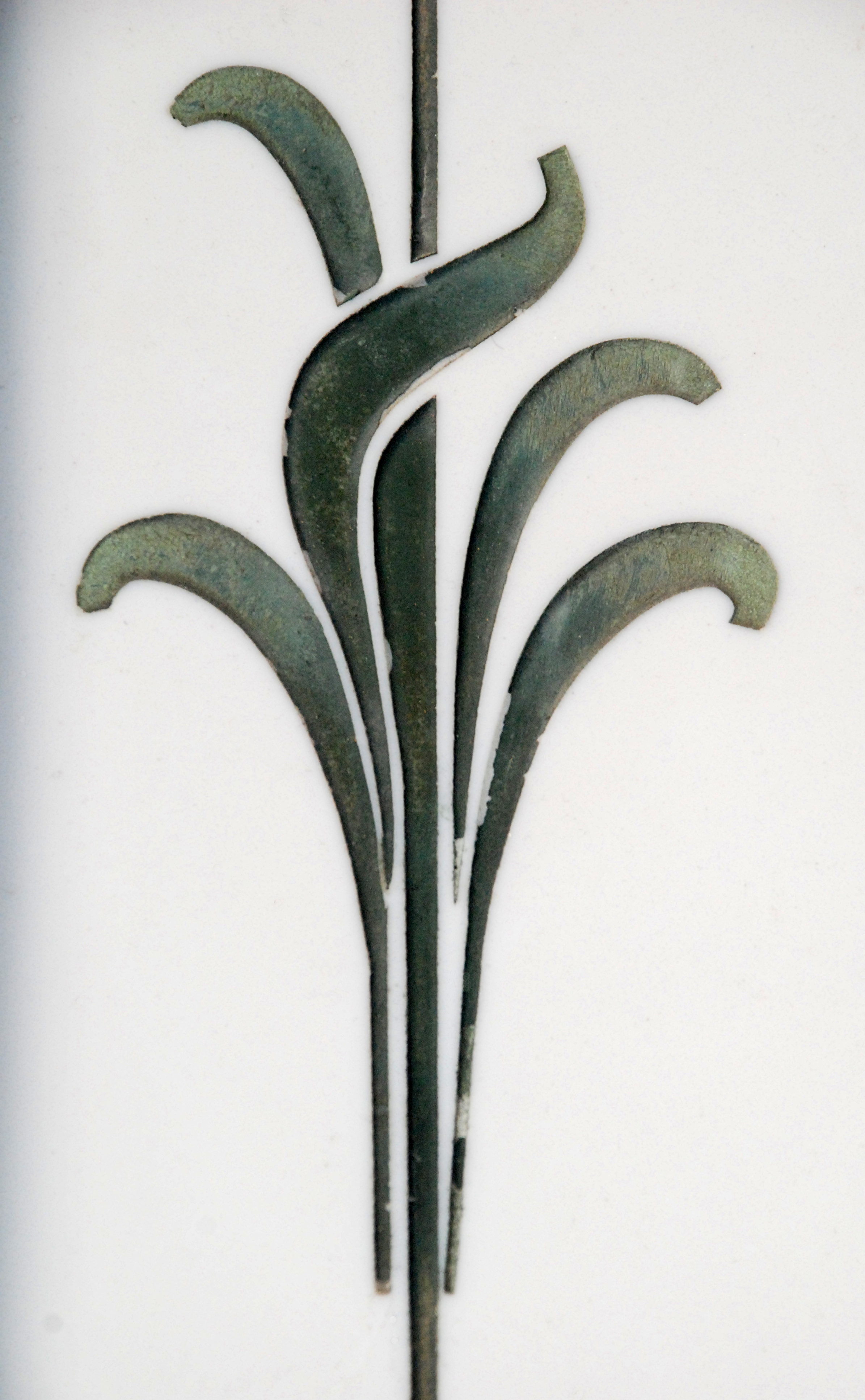

Le hall d'entrée présente, au-dessus d'un soubassement en marbre, une maçonnerie peinte en blanc imitant des pierres assemblées en grand appareil.
Il est orné d'un grand panneau Art nouveau intitulé « The Gresham Life Assurance Society Limited » et constitué de plaques de marbre blanc enchâssées dans  un cadre de bois peint en vert foncé.
Les plaques de marbre, agrémentées de motifs végétaux typiquement Art nouveau, se présentent comme un triptyque :
- la plaque de gauche mentionne l'adresse de la compagnie à Londres (St Mildred's house, Poultry, Londres) ainsi que la liste des succursales anglaises;
- la plaque centrale mentionne sa qualité de « compagnie anglaise d'assurances sur la vie », sa date de création (1848), sa date d'établissement en Belgique (1855), et la liste des sièges de succursales qui étaient propriété de la compagnie;
- la plaque de droite mentionne l'adresse de la succursale bruxelloise ainsi que la liste des « succursales principales continentales »

|  |  |

#### Grand hall

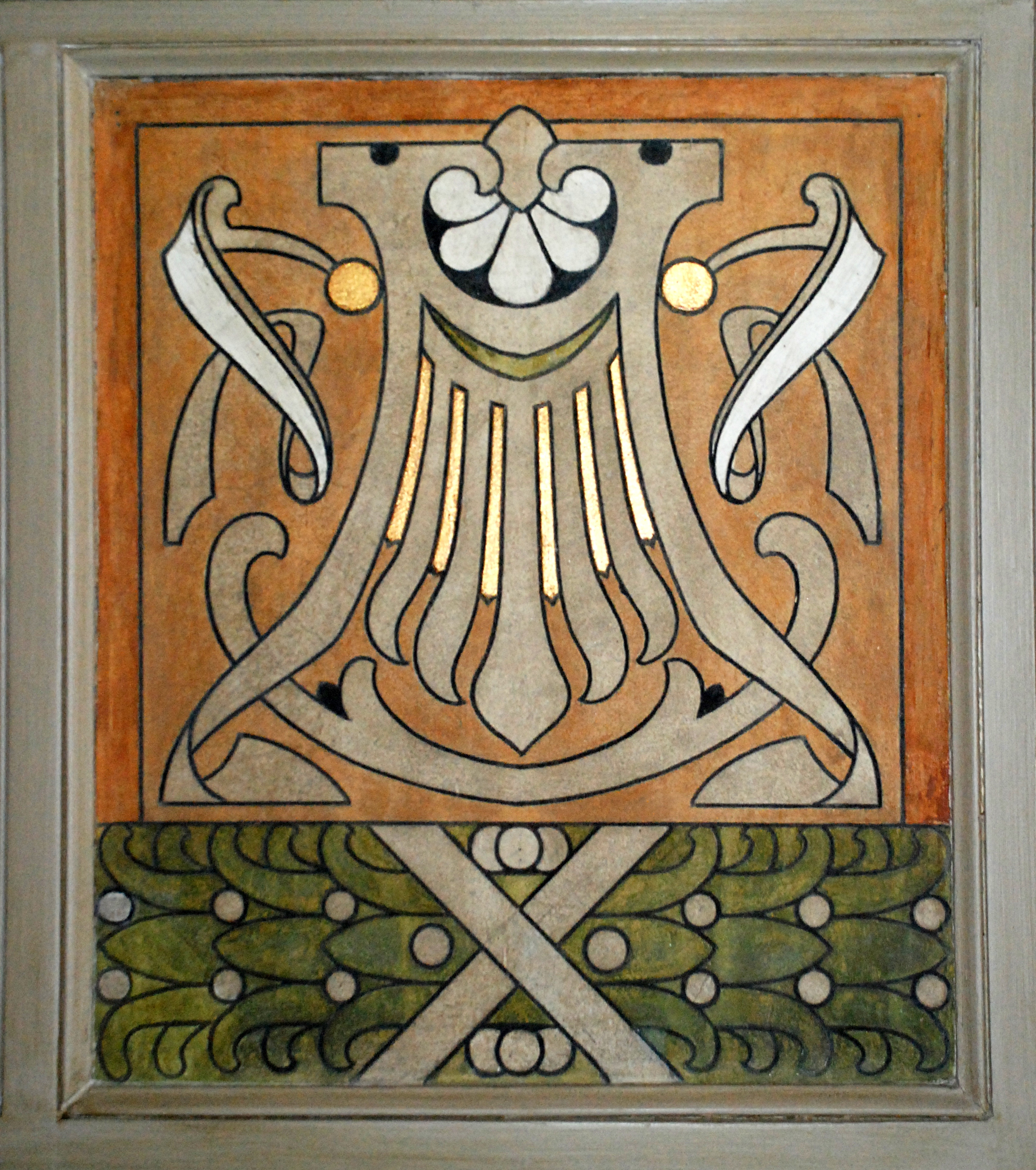
Sgraffite.

Le hall qui fait suite au vestibule présente une décoration Art nouveau exceptionnelle.
Le mur de droite présente un escalier courbe en marbre blanc veiné de gris menant à la porte qui donne accès au « Museum Café ».
Cette porte, dont les montants sont ornés de fines colonnettes surmontées de motifs végétaux élégants et discrets, est surmontée d'un cartouche et d'un fleuron typique de l'Art nouveau bruxellois, qui n'est pas sans rappeler ceux qui surmontent les entrées des écoles de Henri Jacobs.
Ce fleuron en stuc, qui s'épanouit en forme de vagues, est surmonté d'un magnifique vitrail aux motifs floraux blancs et orange.
De part et d'autre de cette porte, de grands murs courbes se parent de deux niveaux de vitraux aux allèges ornées de sgraffites aux motifs végétaux dans les teintes blanches, vertes et orange, sur un soubassement en marbre.
|  |  |

#### Vestibule du fond

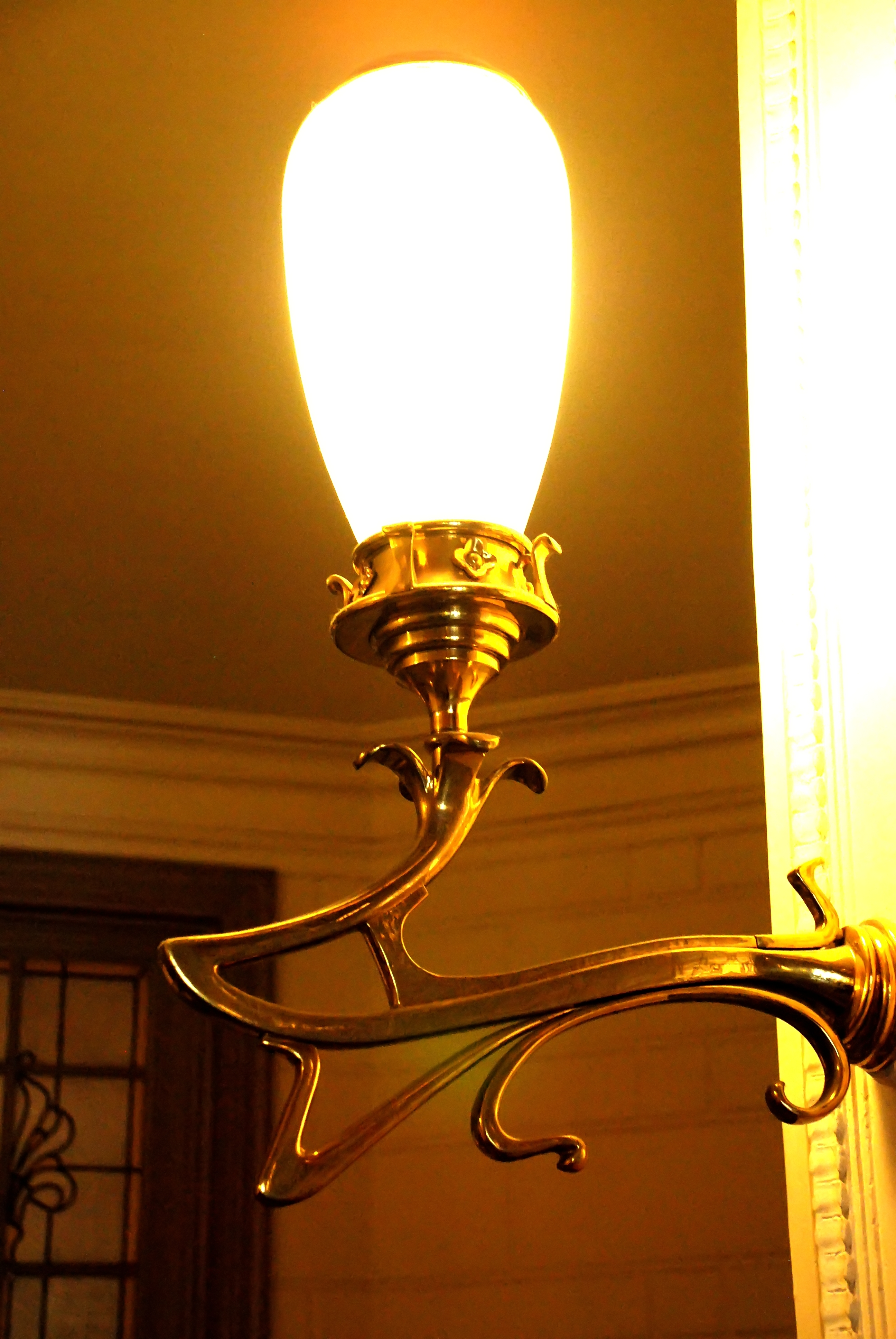
Lampe Art nouveau.

Les baies qui mettent le grand hall en communication avec le hall d'entrée et avec le vestibule qui le suit sont ornées de lampes typiques de la ligne en coup de fouet de l'Art nouveau floral et sont surmontées de grands vitraux et de sgraffites similaires à ceux qui encadrent la porte du Museum Café.
Dans le vestibule du fond se trouve une rangée de cinq boîtes aux lettres de style Art nouveau.

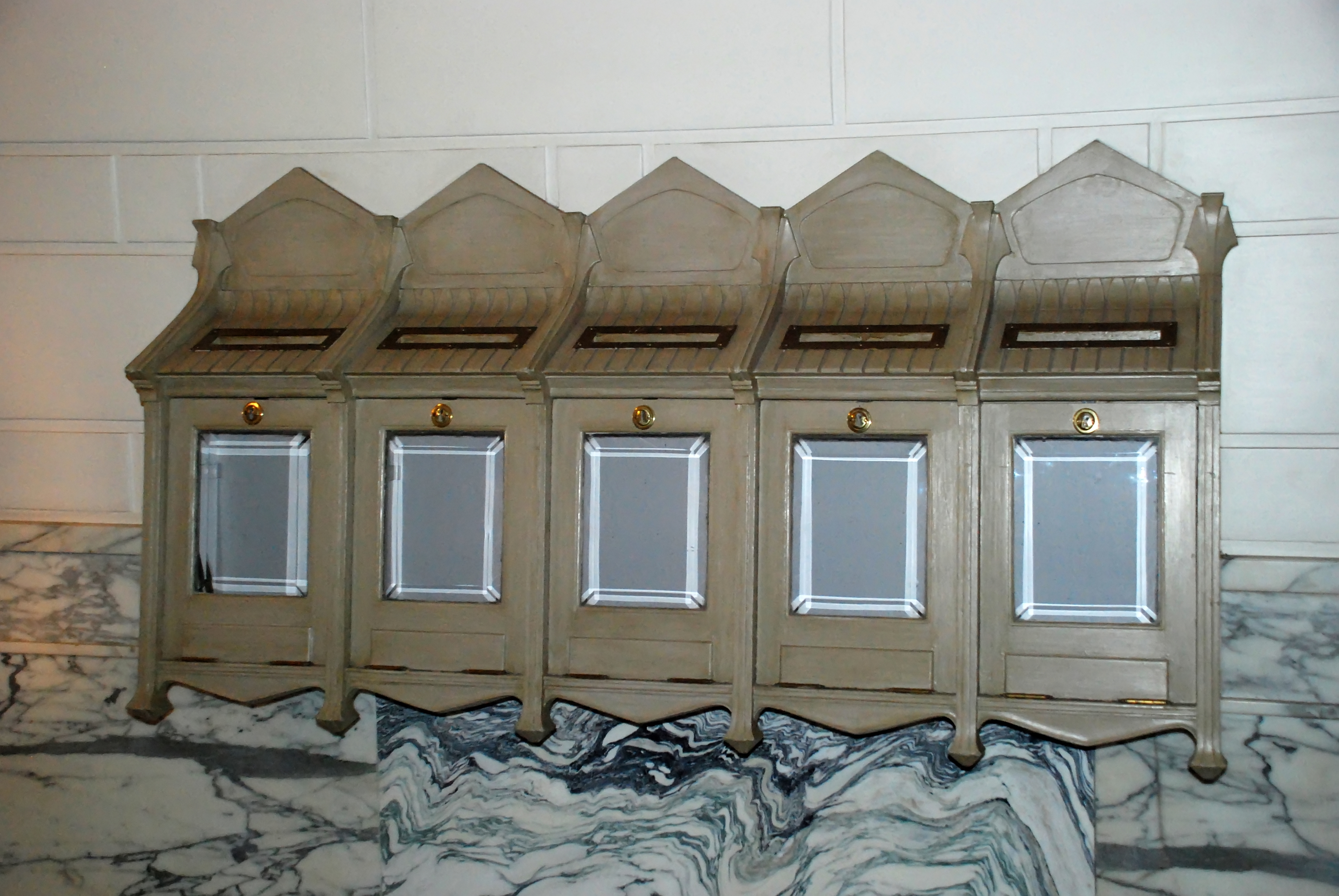
Boîtes aux lettres de style Art nouveau.

#### Portraits de Thomas Gresham
Dans le hall d'entrée, chacune des plaques de marbre centrales est ornée d'un portrait de sir Thomas Gresham (1519 - 1579), marchand anglais, conseiller financier du roi Édouard VI d'Angleterre et fondateur du Royal Exchange, qui donna son nom à la Gresham Street près de laquelle se situait le siège londonien de la Gresham Life Assurance Society Limited.
On peut voir au-dessus de ces portraits la sauterelle qui orne les armoiries de la famille Gresham.
Dans le grand hall, le mur qui fait face à la porte menant au Museum Café est orné d'un grand panneau de stuc arborant un portrait de Thomas Gresham et répétant l'année de fondation de la compagnie Gresham et l'année de fondation de sa succursale à Bruxelles.
|  |  |  |